# فرودگاه وستون
فرودگاه وستون (به انگلیسی: Weston Airport) (به زبان بومی: Aerfort Weston) یک فرودگاه همگانی   است که یک باند فرود آسفالت دارد و طول باند آن ۹۲۴ متر است. این فرودگاه در شهر دوبلین کشور ایرلند قرار دارد و در ارتفاع ۴۷ متری از سطح دریا واقع شده است.